# Hermanniella granulata
Hermanniella granulata är en kvalsterart som först beskrevs av Hercule Nicolet 1855.  Hermanniella granulata ingår i släktet Hermanniella och familjen Hermanniellidae. Inga underarter finns listade i Catalogue of Life.